# Acedera
Acedera este un oraș din Spania, situat în provincia Badajoz din comunitatea autonomă Extremadura. Are o populație de 842 de locuitori (2007).